# Marcela Tauro
Marcela Viviana Tauro (Cañuelas, Buenos Aires 2 de abril de 1965) más conocida como Marcela Tauro o “La Tauro” es una periodista argentina de espectáculos, es panelista de Intrusos desde hace más de 20 años, y desde abril de 2025, conductora de Infama por América TV.

## Carrera
Entre 1999 y 2001 trabajó en Telepasillo junto al conductor Guillermo Andino y formó parte del panel junto a Mario Caira, Susana Fontana, Marisa Brel y Luis Ventura, programa que se emitía de lunes a viernes por Canal 13 a las 18 horas.
Condujo en 2000, en Radio 10 Digan lo que digan los sábados de 13 a 15.
Desde 2001 a octubre de 2002 trabajó junto a Lucho Avilés en Indomables.
En 2002 y 2003 trabaja con Lucho Avilés en Implacables junto a Carlos Polimeni, Beto Casella y Jorge Novoa como panelistas.
Desde finales de 2003 se suma al panel de Intrusos en el espectáculo.
El 1 de enero de 2004 a las 14, conducido por Horacio Cabak estrena por América TV Los intocables en el espectáculo, donde trabajaba como panelista junto a Luis Ventura, Beto Casella, Daniel Gómez Rinaldi y Luis Piñeyro.
A las 22 del mismo día comenzó Intrusos en la noche que entonces contaba la conducción de Jorge Rial y un equipo formado por Alejandro Korol y Adrián Korol, Connie Ansaldi, Caterina Hagopian y Franco Torchia.
En ese año trabaja junto a Oscar González Oro, acompañada de Eduardo Feinmann, Claudio Zin, y Elsa Silvestre.
En 2005 se suma al programa de Cecilia Zuberbuhler que se emitía por TV por cable Plus Satelital, en donde trabajaba junto a Walter Graziano, Daniel Tangona, Jorge Falcon en la sección de Medicina y Pablo Wende en la sección de Economía.
En 2008 fue convocada por la producción de Ideas del Sur para Patinando por un sueño 2008 pero decidió no formar parte, aunque había comenzado con los ensayos, debido a la carga horaria y el cuidado de su hijo.
En 2011 fue panelista de Gran Hermano 2011.
Desde 2011 hasta 2020 condujo junto a Marcelo Polino en Radio 10 ¿Quien es quien?.
En 2015 fue convocada por la producción de Ideas del Sur para Bailando 2015 y aceptó participando junto al bailarín Pier Fritszche hasta la cuarta ronda del certamen, cuando fueron eliminados en el Reguetón.
En 2020, deja Intrusos en el espectáculo pasándose a Fantino a la tarde hasta su finalización al año siguiente, pasándose a Polémica en el bar, en febrero de 2022 regresa a Intrusos después de un año y medio. 
En 2022, condujo por primera vez una emisión de Intrusos, continuar como la conductora de reemplazo del programa. Durante diciembre de 2024 y enero de 2025 estuvo al frente del ciclo tras la salida de Florencia de la V, siendo relevada por el regreso de Adrián Pallares y Rodrigo Lussich.

## Vida personal
En 2006 Marcela Tauro fue madre de Juan Cruz junto a su pareja José María Álvarez, un empresario gastronómico. El embarazo se vio complicado debido al Síndrome HELLP que provocó que el nacimiento de su hijo se adelantara y la posibilidad de su muerte. En 2007 se produjo el bautismo de su hijo, donde estuvieron presentes sus compañeros y amigos de Intrusos en el espectáculo, Luis Ventura y Marcelo Polino.

"Para nosotros es un momento muy emotivo. A mi hijo me lo mandó Dios, y no es una frase hecha, lo siento así. Mi amiga Analía estuvo el año pasado en Israel y trajo del río Jordán el agua que utilizamos para este bautismo. Como además pasó por Roma, la hizo bendecir por el Papa Benedicto XVI. Más no podemos pedir.

En 2007 tuvo un juicio con el juez Federal Norberto Oyarbide. La causa empezó cuando Oyarbide presentó una demanda contra la periodista por sus dichos en el programa "Telepasillo" en donde dijo: "tenía una mariposa estampada en su cuerpo, y que, además, se hizo un tatuaje en la cola". La Corte Suprema de Justicia rechazó la demanda y dictaminó que: "resulta absolutamente claro que el comentario de la periodista no configuró una crítica al desempeño de la función pública del juez, ni un reproche a su conducta en cuya rectitud reposa el interés público, supuestos en los que el periodismo contaría con indiscutida protección constitucional".
En agosto de 2008 se separa de su pareja José María Álvarez.
En agosto de 2010 tuvo un accidente.

## Trayectoria
| Año                            | Programa                                | Canal      | Notas                   |
| ------------------------------ | --------------------------------------- | ---------- | ----------------------- |
| 1999-2001                      | Telepasillo                             | Canal 13   | Panelista               |
| 2000                           | Digan lo que digan                      | Radio 10   | Conductora              |
| 2001-2002                      | Indomables                              | América TV | Panelista               |
| 2002-2003                      | Implacables                             | Canal 9    | Panelista               |
| 2003, 2005-2020, 2022-presente | Intrusos en el espectáculo              | América TV | Panelista               |
| 2022-2025                      | Intrusos en el espectáculo              | América TV | Conductora de reemplazo |
| 2004                           | Los intocables en el espectáculo        | América TV | Panelista               |
| 2004                           | Intrusos en la noche                    | América TV | Panelista               |
| 2011                           | Gran Hermano 2011                       | Telefe     | Panelista               |
| 2011-2020                      | ¿Quien es quien?                        | Radio 10   | Conductora              |
| 2015                           | Bailando 2015                           | Canal 13   | Participante            |
| 2016                           | Gran Hermano 2016: El debate            | América TV | Panelista               |
| 2016                           | Gran Hermano 2016: El debate Prime Time | América TV | Panelista               |
| 2016-presente                  | El Club del Moro                        | La 100     | Panelista               |
| 2020-2021                      | Fantino a la tarde                      | América TV | Panelista               |
| 2021                           | Polémica en el bar                      | América TV | Panelista               |
| 2023-2024                      | El debate del Bailando                  | América TV | Panelista               |
| 2025-presente                  | Infama                                  | América TV | Conductora              |